# 임채주
임채주(林采柱, 1937년 5월 13일 ~ , 경북 포항)는 대한민국의 경제관료이다.

## 학력
- 부산고등학교 졸업
- 서울대학교 경제학 학사

## 경력
- 행정고시 2회
- 국세청 조사1과장
- 서울지방국세청 조사국장
- 국세청 차장
- 국세청장
- 홍익대학교 초빙교수
- 코오롱그룹 고문

| 전임 추경석 | 제8대 국세청 차장 1991년 12월 28일 ~ 1995년 12월 20일 | 후임 박경상 |

| 전임 추경석 | 제10대 국세청장 1995년 12월 21일 ~ 1998년 3월 8일 | 후임 이건춘 |